# 金髪りさ
金髪 りさ（きんぱつ りさ、5月17日 - ）は、日本のタレント、雑誌の編集者、司会者、エッセイスト、コメンテーター。

## 経歴

### 上京に至るまで
兵庫県芦屋市にいた時は実家暮らしで、漠然と表舞台に立つ華やかでオモシロイ職業に憧れを抱いていたものの、実際にはほぼニートのようなアルバイト生活をしていた。

2017年、新宿歌舞伎町で営業していた居酒屋・週プレ酒場（2017年6月10日～2019年5月31日）のイベントに参加しようとして、店員募集に気がつき応募した。

同年8月25日に面接を受け、その場で採用、即勤務というスタートで、慌てて荷物をまとめて上京した。

### 週プレ酒場の風紀委員として
ホール担当となった金髪りさであったが、若い女性店員が多かったことから、閉店までの約2年間に渡って「風紀委員」を自称していた。また、店内のバーで「一日ママ」を務めるグラドルのアテンドを担当するようになり、それぞれのグラドルを紹介するために動画や写真を撮影していたのがきっかけで店のSNS担当にもなった。そのSNSや週刊プレイボーイ誌上で連載を担当した「週プレ酒場日記」等を通じてオタクぶりが知られるようになり、アイドル評論家などのタレント活動も行うようになっていった。

### 雑誌編集者として
2019年5月末の週プレ酒場閉店後は、イベント等への出演などタレント活動を継続する一方、週刊プレイボーイ編集部から誘われて編集者となった。主な担当はデジタルコンテンツやデジタル写真集などで、「週プレ グラジャパ!」のスタッフとして記事を書いたりキャンペーンのツイートなども担当している。また、グラドル写真集のSales Promotionや編集を担当することが多くなっており、グラビア撮影のカメラマンを務めることもある。2023年10月には、週プレpresentsの謎企画「グラドル57人の1発マシュマロチャレンジ!」で57人分の動画編集を担当した。

2024年12月25日に発売されたSHOW-WAのファースト写真集「最後の恋人」の編集を担当。金髪りさにとって初の出版物写真集であり、初版3万部を記録した。

### タレントとして
2019年7月20日には、三田商店街振興組合主催の「町ぐるみ・三田納涼カーニバル」で司会を務めた。

2021年6月から千葉県市川市のコミュニティFM放送局市川うららFMの「ステラ☆HAPPY tune!～川瀬忍と金髪りさのペリペリRadio～」でレギュラーMCを担当した（-2022年3月）。

また、グラビアの祭典「TOYKO GRAVURE IDOL FESTIVAL」と週刊プレイボーイのコラボで開催されているグラビア界の賞レース企画「TGIF 週プレ賞」の審査員を務めている。

## 人物・エピソード
- 趣味はエンターテイメント・レクリエーション。かわいい女の子が大好き[3]。ハロプロ研修生、ホラー、韓国映画、バーレスク東京をこよなく愛している[1]。
- 特技はチェキ撮影。
- 週プレ酒場の「風紀委員」を自称したのは、「居酒屋だし、芸能界は誘惑も多いと思うので、誰かがしっかりしないといけないと思って、私がその役を買って出ました。」とのことだが、実際にはスタッフも含めて皆がいい大人だったので、ほとんど出番はなかったと言う[3]。
- 週プレ酒場時代、グラドルの「一日ママ」のアテンドをほぼ一人で担当し、その人数は200人を超える[10]。
- 生来のアイドルオタクであったが、初めて撮影会に参加したのは2018年10月。モデルは、週プレ酒場の同僚で、すでにグラドルとして活動を開始していた東坂みゆであった[11]。
- 編集者として活動を開始する際、名前を改名するか迷ったが、上司も笑って許可してくれたので「金髪りさ」を選ぶことにした[12]。
- 週プレ酒場時代の同僚達がグラドルとして活躍するなど、多くの友人がグラドルという恵まれた環境を活かすため、2020年頃から写真撮影活動に力を入れている。その独特な画風は評価も高い[13][14]。
- 最終的には、「タモリ倶楽部」にさりげなく出演できるようになり、鋭いコメントをしたり、タモリと仲良さそうに掛け合いができるような存在になりたいと語る[3]。
- 「女の子に頼られる女の子になりたい」が目標である[3]。
- 「ミスiD 2019」の「プレエントリーCHEERZ」に実行委員会の選考によって選ばれた[15]。

## 出演

### テレビ
- オールナイトフジコ（2023年6月3日・2024年4月6日、フジテレビ系）[16]

### ラジオ
- ステラ☆HAPPY tune!～川瀬忍と金髪りさのペリペリRadio～（2021年6月30日 - 2022年3月23日、市川うららFM）※レギュラーMC[17]
- ステラ☆HAPPY tune!～ペピとみゆパイのペリペリRadio～（2022年6月4日(公開録音)、市川うららFM）※ゲスト出演[18]

### ライブストリーミング放送
- ハロプロに関する個人的なまとめ・配信版（2020年6月2日、YouTube）
- Tシャツコレクションを見せ合うナイト（2020年12月11日、限定配信）[19]

### トークライブ・イベント
- ハロプロに関する個人的なまとめ2018（2018年12月20日、新宿ネイキッドロフト）
- ハロプロトーク 女子会じゃNight（ないと）（2018年12月22日、ハロー！プロジェクトオフィシャルショップ 秋葉原店）
- 言葉と笑いvol.3（2019年2月1日、本屋B&B）[20]
- ハロプロに関する個人的なまとめ～実力診断テスト編（2019年5月22日、新宿ロフトプラスワン）
- 「おとなのジャンプ酒場」開店イベント（2019年7月11日、おとなのジャンプ酒場）[21]※当日の司会者として出演のみ
- 第1回金髪談話室（2019年11月25日、HANA RE）[22]※ゲスト：関美恵子、あんちゃん
- 第2回金髪談話室「どうしても和地つかさと付き合いたい」（2020年2月27日、HANA RE）[23]※ゲスト：和地つかさ
- フラミングの放送局!（2021年2月14日、早稲田クローバースタジオ）
- フラミングの法則”姉妹グループ”公開オーディション（2021年5月24日、TwinBox AKIHABARA）※審査員

### WEB配信
- グラビア好き女子・金髪りささんと「ミスマガジン2020」を勝手に大予想（2020年8月12日・13日・14日・15日）[24][25][26][27][28]
- 【完全版】グラビア評論家が金髪りささんと一緒に「ミスマガジン2021」を大予想（2021年9月18日、エンタメ最後尾）-Youtube[29]

## 出版物

### 単行本
- 櫻坂46 渡邉理佐卒業メモリアルブック『抱きしめたくなる瞬間」（2022年5月17日発売、集英社）※Sales Promotionを担当、共同執筆者の一人
- 櫻井音乃写真集『Fanfare』（2022年11月9日発売、集英社）※Sales Promotionを担当
- 関水渚写真集『なぎさ日和」（2023年2月22日発売、集英社）※Sales Promotionを担当
- 白間美瑠写真集『Aventure』（2023年6月7日発売、集英社）※Sales Promotionを担当
- SHOW-WAファースト写真集『最後の恋人』（2024年12月25日発売、集英社）※編集を担当

### デジタル写真集
- 【デジタル限定】もも（バーレスク東京）写真集「ヒミツの居場所」（2022年4月25日発売）※編集を担当
- 【デジタル限定】みれい（バーレスク東京）写真集「気高い星」（2022年4月25日発売）※編集を担当
- 【デジタル限定】冴木柚葉写真集「抱きしめたい」（2022年12月19日発売）※編集を担当
- 【デジタル限定】山田せいあ写真集「夢心地」（2023年2月6日発売）※編集を担当
- 【デジタル限定】本田夕歩写真集「本田夕歩×Parfaite」（2023年9月15日発売）※編集を担当
- 【デジタル限定】篠見星奈写真集「篠見星奈×Clearstone」（2023年9月15日発売）※編集を担当
- 【デジタル限定】風吹ケイ写真集「風吹ケイ×Malymoon」（2023年9月15日発売）※編集を担当
- 【デジタル限定】ななせ（バーレスクTS）写真集「はっじめて！あなたのはなまるください」（2023年10月9日発売）※編集を担当
- 【デジタル限定】まゆ（バーレスクTS）写真集「obsess」（2023年10月9日発売）※編集を担当
- 【デジタル限定】ちばひなの（少女歌劇団ミモザーヌ）写真集「忘れたくない夏」（2023年11月27日発売、撮影　HIROKAZU、集英社、週プレ PHOTO BOOK）[30]※編集を担当[31]
- 【デジタル限定】マシンガンズ写真集「抱かれずにいられない」（2023年12月24日発売、撮影　加賀翔、集英社、週プレ PHOTO BOOK）[32]※編集を担当[33]

## 担当雑誌記事

### グラビア
- 青科まき＆御子柴かな『故郷に錦を飾る。』（2021年2月1日発売、週刊プレイボーイ7号）※編集
- 辻りりさ『Secret Room』（2021年10月11日発売、週刊プレイボーイ43号）※編集補佐
- もも（バーレスク東京）『スペシャルな彼女』（2021年11月29日発売、週刊プレイボーイ50号）※編集
- 来栖うさこ『競泳水着ビヨンド』（2021年12月06日発売、週刊プレイボーイ51号）※編集
- もも（バーレスク東京）『ヒミツの居場所』、みれい（バーレスク東京）『気高い星』（2022年4月25日発売、週刊プレイボーイ19号）※編集
- 古川杏『好きしか言えない。』（2022年5月16日発売、週刊プレイボーイ22号）※編集
- 斎藤恭代『Fortuna』（2022年10月17日発売、週刊プレイボーイ44号）※編集
- 冴木柚葉『抱きしめたい』（2022年12月19日発売、週刊プレイボーイ1・2合併号）※編集
- ときちゃん『バニバニバニー♡』（2023年1月30日発売、週刊プレイボーイ16・17合併号）※編集
- 山田せいあ『夢心地』（2023年2月6日発売、週刊プレイボーイ8・9合併号）※編集
- 神山みれい『溶け合うまで』（2023年2月27日発売、週刊プレイボーイ11号）※編集
- もも（バーレスク東京）『QUEEN OF BURLESQUE』（2023年2月27日発売、週刊プレイボーイ11号）※編集
- ふたば（バーレスク東京）『おこもりLOVE ～ヲタクな彼女はどきどきショーガール～』（2023年2月27日発売、週刊プレイボーイ11号）※編集
- 冴木柚葉『エモーショナル・ガールフレンド』（2023年4月3日発売、週刊プレイボーイ16・17合併号）※編集
- れいたぴ（山田麗華）『なちゅぎゃる』（2023年5月15日発売、週刊プレイボーイ22号）※編集
- ちーまき『わたしらしい』（2023年6月26日発売、週刊プレイボーイ28号）※編集補佐
- 出町杏奈『貝殻ヴィーナス』（2023年7月10日発売、週刊プレイボーイ30&31号）※編集
- 新時代は#グラエンサーだ!（2024年1月4日発売、週刊プレイボーイ 3＆4号）※編集

### 企画
- 推しが〇〇にきがえたら 新人編（2020年4月20日発売、週刊プレイボーイ18号）※企画・編集・取材・文
- 女子だけのリモートDVD観賞会!!from週プレ酒場（青科まき 東坂みゆ 矢崎彩音 金髪りさ）（2020年6月22日発売、週刊プレイボーイ27・28号:特別付録DVD内）

### 4Cオフカラー特集
- 『ガチのグラビア好き女子たちの声でつくった! 女子のためのグラビア講座』（2021年1月18日発売、週刊プレイボーイ5号）※取材
- 『撮影会いこ～ぜ!!』（2021年9月13日発売、週刊プレイボーイ36・37号）※取材・文
- 『唯一無二のリアル竜宮城!バーレスク東京へようこそ♡』（2021年11月29日発売、週刊プレイボーイ50号）※撮影・取材・文
- 『好きなあの子の告白をGETしろ!!』（2022年2月14日発売、週刊プレイボーイ9号）※撮影・取材・文
- 『seju美少女が気になる‼︎』（2023年5月8日発売、週刊プレイボーイNo.21）※取材・文・編集
- 『ネオ・コスが熱いの なぁぜなぁぜ?』（2023年9月11日発売、週刊プレイボーイNo.30）※取材・文

## 担当Web記事（一部）

### 連載コラム
- グラビア美女画報～女子のためのグラビア講座【週プレ プラス!】（2021年4月1日 - 2024年4月20日、週プレグラジャパ!）[34]

### その他取材記事
- 店長もぞっこん! 週プレ酒場のレジェンドママ・久松かおり「肉じゃがは、私の出勤日だけの特別メニューでした」（2019年05月27日、週プレNEWS）[35]
- 「TOKYO IDOL FESTIVAL 2019」レポ【特別編】独断と偏見のMVP&キラキラ美少女ベスト3!（2019年09月10日、週プレNEWS）[36]
- 1周年を迎えた女子大生アイドルユニット「カレッジ・コスモス」の秋月香七×松井まり×山木梨沙「テスト期間中は楽屋が勉強の空気になってます」（2019年10月25日、週プレNEWS）[37]
- 「制コレ18」GPにして「26時のマスカレイド」のセンター・来栖りん「写真集には、10代最後の甘酸っぱさが詰まっています」（2019年11月10日、週プレNEWS）[38]
- 哀愁と切なさを求めて......。"妄想道を極めた奇才"が落とし物から他人の人生を垣間見る!（2021年04月23日、週プレNEWS）[39]
- SNSで話題の競泳水着グラドル・来栖うさこ「競泳水着の可能性は無限大だと再認識しました」（2021年12月06日、週プレNEWS）[40]
- 林田百加「一番好きな水着は逆ハイレグです」人気の秘密はそのギャップ！？（2022年3月21日、週プレNEWS）[41]
- ハロプロ研修生時代の同期、川村文乃、橋迫鈴、西田汐里、山﨑夢羽が『真夜中にハロー!』で叶えた約５年半越しの夢「当時の悔しさを晴らせました」（2022年3月26日、週プレNEWS）[42]
- 仮面ライダーヒロインに憧れるショーダンサー・みれい「もう絶対に『できないです』って言いたくない」（2022年4月25日、週プレNEWS）[43]
- 古川杏が初水着に挑戦！「休みの日はトランポリンを跳びに行きます」（2022年5月16日、週プレNEWS）[44]
- 令和的なグラビアのタイトルって何？　グラビア好き女子ふたりが考えてみた！（2022年5月21日、週プレNEWS）[45][46]
- 名取くるみ・魔性の指先を持つマルチグラドル「絶対に楽しませる自信があります！」【撮影会で反響のあった水着３選】（2022年5月26日、週プレNEWS）[47]
- 篠原みなみ「ちゃんとパワーアップして帰ってきたぞって、声を大にして言いたいです（笑）」（2022年5月30日、週プレNEWS）[48]
- バーレスク東京・もも「"〇〇して♡"とおねだりしたのが恥ずかしかった」人気ダンサー35人が水着姿で集結！（2022年7月6日、週プレNEWS）[49]
- リーズナブルで多種多様。ネオ・コス界の老舗ブランド『クリアストーン』が愛される理由とは？（2023年9月30日、週プレNEWS）[50]
- 12月23日より冬公演が開幕！　グラビアで活躍中のちばひなのがメンバーと語る『少女歌劇団ミモザーヌ』の現在地（2023年12月15日、週プレNEWS）[51]※取材・文・撮影

- 端正なドールフェイスで人気急上昇中グラドル・猫宮あすかは口答えしない人が好き！？【北川昌弘のピックアップガール】（2023年12月30日、週プレNEWS）[52]※取材・文

- 1stデジタル写真集3000DL越えのときちゃんが貫く信念「性的に見られることが悪いって全然思わない」（2024年01月09日、週プレNEWS）[53]※取材・文

- 勢力拡大中！　あなたは水着で新時代を築く"グラエンサー"を知っていますか？（2024年01月14日、週プレNEWS）[54]※取材・文

- 袋とじでデビューしたグラエンサー・ちーまきの素顔「どんぐりって食べないんですか？」（2024年01月21日、週プレNEWS）[55]※取材・文

- 秋元康がプロデュースする"昭和歌謡男性グループ"が誕生！　メンバーは元Jリーガーに料理研究家、付き人経験者など個性派揃い！（2024年02月13日、週プレNEWS）[56]※編集
- グラドル界No.1の黄金比ボディー!　名取くるみが1st写真集を発売「危険な快楽ってドＭってことなのかな？」（2024年02月13日、週プレNEWS）[57]※取材・文・取材撮影
- ミス・アース日本代表出身のハイパーグラドル・斎藤恭代の本音「173cmの高身長がコンプレックスでした」（2024年02月18日、週プレNEWS）[58]※取材・文
- 出す写真集がすべて爆売れのときちゃん、最新作からの厳選カットを週プレ誌上で緊急掲載！（2024年02月19日、週プレNEWS）[59]※取材・文
- ファン投票2年連続1位！「バーレスク東京」の圧倒的エース・ももが週プレのグラビアに登場！(2024年03月25日、週プレNEWS）[60]※取材・文

### 撮影
- 女優・大久保桜子が最新デジタル写真集を語る「お風呂上がりの冷えたビールは最高ですね！」（2022年3月21日、週プレNEWS）[61]
- 葉月つばさ支援サイトのグラビア撮影を担当（2022年6月）
- バーレスクみれいが自身の写真集とグラビアへの思いを語る。「最初は『どうして私なんだろう？』と不思議に思いました」（2022年7月20日、週プレNEWS）[62]

### 動画
- 「グラビア美女画報～女子のためのグラビア講座」（2020年12月28日 - 、週プレプラス! 、集英社） - 連載コラム　- Youtube[63]
- 「金髪りさのこの一冊」（2022年3月17日、週プレ グラジャパ!、集英社）Youtube[64]
- 【古川杏】デジタル写真集『好きしか言えない。』発売記念PV ～Ann Furukawa's Gravure Teaser～ （2022年5月17日、週プレ グラジャパ!、集英社）- YouTube[65]※撮影・編集
- 【ショートカット好き必見！】トリサの『女子のためのグラビア講座』女子グラ（2022年6月19日 - 、週プレプラス! 、集英社） - 連載コラム　Youtube[66]
- 【特別回】ご本人登場！　華村あすかさんと女子会しながらグラビアトーク～トリサの『女子のためのグラビア講座』女子グラ（2022年7月10日 - 、週プレプラス! 、集英社） - 連載コラム　Youtube[67]

- 【動画】ご本人登場！ 豊島心桜さんとガールズトーク～トリサの『女子のためのグラビア講座』～（2023年12月26日 - 、週プレNEWS 、集英社） - 連載コラム　Youtube[68]

- ご本人登場！ りりかさんとガールズトーク～トリサの『女子のためのグラビア講座』～（2023年12月30日 - 、週プレNEWS 、集英社） - 連載コラム　Youtube[69]